# Renato Sobral
Renato da Cunha Sobral (ur. 7 września 1975 w Rio de Janeiro) – brazylijski zawodnik brazylijskiego jiu-jitsu oraz mieszanych sztuk walki w latach 1997-2013. Były mistrz Strikeforce z 2008 roku. Posiadacz czarnego pasa w brazylijskim jiu-jitsu (II dan) oraz w luta livre. W czasie swojej kariery walczył w takich organizacjach jak RINGS, UFC, Cage Rage czy Bellator MMA.

## Kariera MMA

### RINGS
W MMA (ówcześnie nazywane w Brazylii vale tudo) zadebiutował 27 września 1997 na jednym z lokalnych turniejów który wygrał. W lipcu 1999 wygrał jeszcze jeden brazylijski turniej vale tudo po czym wyjechał do Japonii walcząc dla Fighting Network Rings, gdzie w październiku 1999 wygrał turniej eliminacyjny lecz w lutym 2000 na finałowym turnieju RINGS King of Kings uległ w ostatnim pojedynku Danowi Hendersonowi. W RINGS walczył do 2001 pokonując m.in. Kiyoshi Tamure, Michaiła Iluchina, Travisa Fultona oraz Tsuyoshi Kōsake, a przegrywał z Valentijnem Overeemem i ze wschodzącą gwiazdą MMA Fiodorem Jemieljanienko.

### UFC
Od 2000 do 2002 toczył pojedynki w amerykańskim Ultimate Fighting Championship. Przez dwa lata stoczył cztery pojedynki (bilans 2-2) – wygrane nad byłym mistrzem UFC Mauricem Smithem oraz Elvisem Sinosicem i dwie dotkliwe porażki z Kevinem Randlemanem i Chuckiem Liddellem.

### IFC i Cage Rage
Od porażki z Liddellem walczył na mniejszych galach. W tym czasie wygrał m.in. mocno obsadzony turniej IFC: Global Domination (6 września 2003) pokonując jednego wieczoru kolejno: Trevora Prangleya, Maurício Rue i w finale Jeremiego Horna. Od 2004 do 2005 walczył w Anglii na tamtejszych galach Cage Rage, gdzie poddał m.in. Francuza Cyrille'a Diabaté.

### Ponowny angaż w UFC
Po serii sześciu zwycięstw ponownie związał się z UFC. W latach 2005–2007 stoczył tamże sześć pojedynków (4-2). Po passie trzech zwycięstw z rzędu w organizacji (poddając m.in. Chaela Sonnena) otrzymał szansę walki o pas mistrzowski w wadze półciężkiej z Liddellem lecz ostatecznie uległ mu ponownie przez TKO. W sierpniu 2007 na UFC 74 poddał efektownym duszeniem rękoma tzw. anakondą Davida Heatha lecz mimo odklepania przez rywala duszenia oraz interwencji sędziego który chciał przerwać pojedynek, Babalu przeciągnął duszenie. Po tym niesportowym zachowaniu włodarze UFC postanowili ukarać Brazylijczyka natychmiastowym zwolnieniem z organizacji.

### Affliction i Strikeforce
Po wyrzuceniu z UFC walczył na galach Affliction notując dwa zwycięstwa m.in. nad Rameau Thierry Sokoudjou. Równocześnie toczył walki dla głównego konkurenta UFC - Strikeforce. 21 listopada 2008 poddał Bobba Southwortha i został nowym mistrzem Strikeforce w wadze półciężkiej, pas jednak stracił już w pierwszej obronie na rzecz Holendra Gegarda Mousasiego. W Strikeforce stoczył jeszcze dwie walki - wygraną z Robbiem Lawlerem i przegraną w rewanżu z Hendersonem po czym został wolnym agentem. W 2013 był związany z Bellator MMA, gdzie wziął udział w dwóch turniejach wagi półciężkiej lecz dwukrotnie jego rywalizacja kończyła się na pierwszym pojedynku. Po przegranej walce z Jacobem Noe postanowił zakończyć karierę.

## Osiągnięcia[2]
Mieszane sztuki walki:
- 1997: Desafio: Rio vs. São Paulo - 1. miejsce w turnieju
- 1999: BVF 14: Circuito Brasileiro de Vale Tudo 5 - 1. miejsce w turnieju
- 1999: Rings: King of Kings 1999 Block A - wygrane eliminacje
- 2000: Rings: King of Kings 1999 Final - 2. miejsce w turnieju
- 2003: IFC: Global Domination - 1. miejsce w turnieju wagi półciężkiej
- 2008–2009: Strikeforce - mistrz w wadze półciężkiej

Amatorskie zapasy:
- 1998: Mistrzostwa Brazylii - 1. miejsce w stylu wolnym (seniorzy)
- 2001: Mistrzostwa Pan-amerykańskie - 6. miejsce w stylu wolnym (seniorzy)

Brazylijskie jiu-jitsu:
- 2014: Otwarte Mistrzostwa Europy IBJJF:
  - 2. miejsce w kat. open (mistrzowie)
  - 3. miejsce w kat. superciężkiej (mistrzowie)
- 2014: Otwarte Międzynarodowe Mistrzostwa IBJJF w Rzymie
  - 1. miejsce w kat. superciężkiej (mistrzowie)
- 2014: Mistrzostwa Europy No-Gi IBJJF:
  - 1. miejsce w kat. superciężkiej (mistrzowie)